# Fausto Melotti
Fausto Melotti (Rovereto, 8 giugno 1901 – Milano, 22 giugno 1986) è stato uno scultore, pittore, musicista e aforista italiano.

## Biografia
Nato a Rovereto quando apparteneva all'Impero austro-ungarico, in questa città ha frequentato la Scuola Reale Elisabettina, da Gaspare Melotti ed Albina Fait. Allo scoppio della prima guerra mondiale si è trasferito a Firenze, dove ha portato a termine gli studi liceali. Nella città toscana Melotti, in possesso di qualità espressive naturali e di una manualità pronunciata, è entrato in contatto con letterati e artisti d'avanguardia e ha avuto la possibilità di osservare da vicino le opere degli artisti del rinascimento fiorentino, quali Giotto, Simone Martini, Sandro Botticelli, Donatello e Michelangelo Buonarroti.

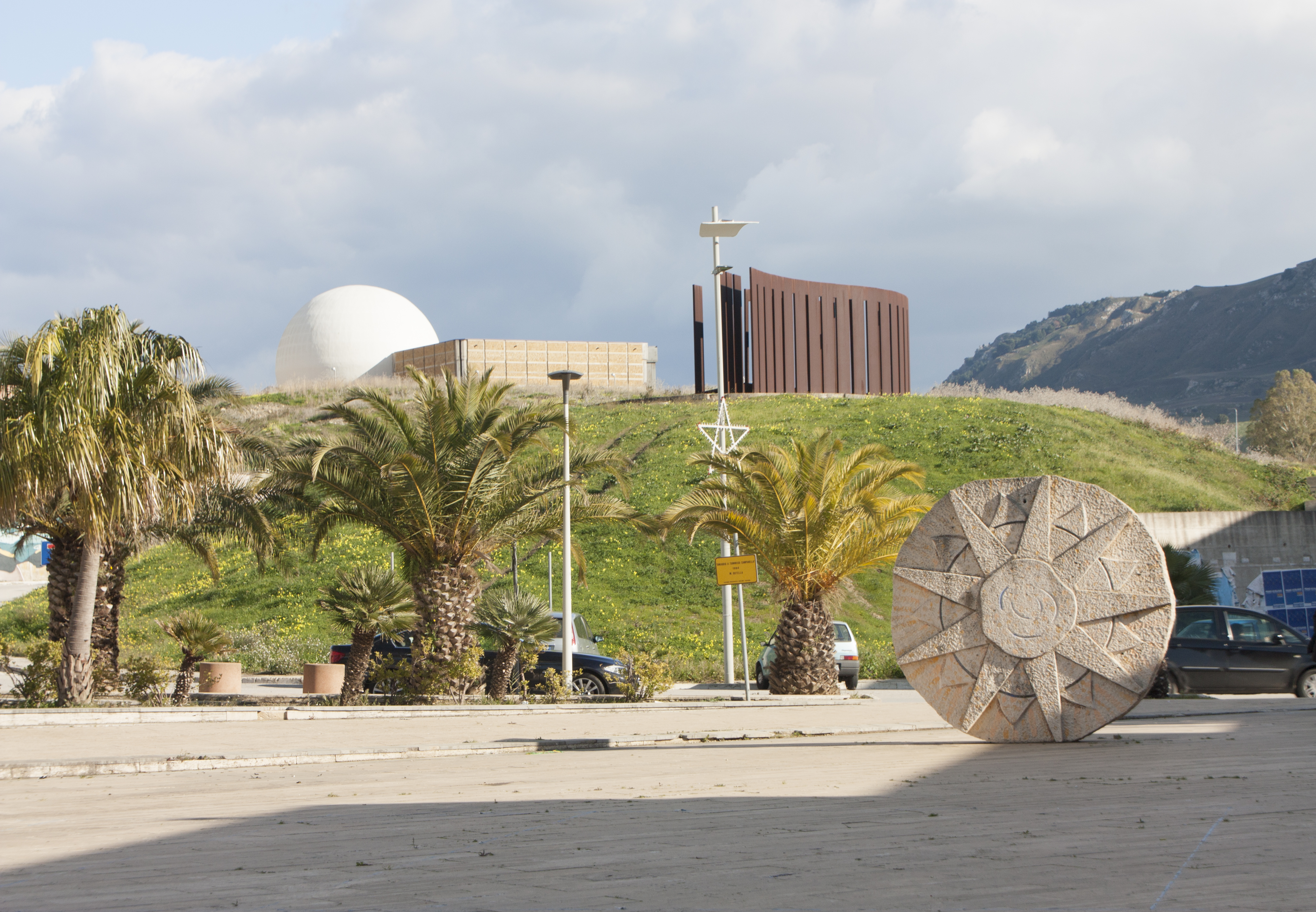
La scultura Sequenze (in alto sulla collina) a Gibellina

I suoi rapporti con la città natale sono ripresi alla fine del conflitto e il fervente panorama culturale che animava Rovereto in quegli anni lo ha influenzato notevolmente. Ha frequentato l'artista futurista Fortunato Depero, l'architetto Gino Pollini (tra i fondatori del razionalismo italiano, grazie al Gruppo 7), il compositore Riccardo Zandonai e in particolare il nipote prediletto, il celebre pianista Maurizio Pollini, del quale incoraggiò la carriera.
Successivamente si è laureato al Politecnico di Milano in ingegneria elettrotecnica. Dopo vari studi musicali ha deciso di dedicarsi alla scultura e così prima si è recato a Torino, studiando nello studio di Pietro Canonica, poi, dal 1928, si è trasferito a Milano entrando all'Accademia di belle arti di Brera, sotto la guida del grande scultore milanese Adolfo Wildt. Per un certo periodo si è interessato anche della ceramica ad uso commerciale ed ha lavorato alla Richard-Ginori con l'amico Gio Ponti.
Il suo stile muta negli anni, seguendo però sempre una sua personalissima ricerca, tesa ad articolare lo spazio secondo ritmi dal sapore musicale; così anche le sue sculture più tradizionali, legate a Novecento, come l'opera in gesso presentata alla V Triennale di Milano del 1933, o le sculture preparate tra Roma e Carrara nel 1941 per l'Esposizione Universale dell'Eur di Roma, sono piene di quel suo particolare amore per la poesia dei materiali. Evidenti quindi i suoi legami con Novecento, con l'arte Metafisica, ma soprattutto con il razionalismo e con gli artisti gravitanti intorno alla galleria Il Milione di Milano, Lucio Fontana su tutti. Un legame particolare è quello che unisce Fausto Melotti ad Italo Calvino, quando quest'ultimo scrive di essersi ispirato alle sue sculture sottili, leggere, piene di vuoti per scrivere il suo capolavoro: Le città invisibili.
La sua scultura avrà sempre più un carattere mentale e contemporaneamente subirà una sintesi, nei modi e nei materiali: ceramica o gesso, teatrini polimaterici, ma soprattutto le sue leggerissime sculture in acciaio, saranno intrisi di una vena surreale e ironica; fino alle estreme conseguenze nei lavori seguìti al riconoscimento ufficiale, che verrà solo nel 1967, grazie ad una mostra a Milano. Insegnò e diresse anche la Regia Scuola d'Arte di Cantù, ora Liceo Artistico Statale Fausto Melotti.

## Mostre
- Forte di Belvedere, Firenze 1981
- Museo d'arte contemporanea Donnaregina (2011 - 2012)[2]
- Museo d'arte moderna e contemporanea di Trento e Rovereto (2012)[3]
- Museo d'arte MAGA di Gallarate (VA)
- Padiglione d'arte contemporanea di Milano (2017)[4]
- Museo Carandente, Palazzo Collicola - Arti visive di Spoleto
- Castello di Rivoli Museo d'Arte Contemporanea, Rivoli (TO)
- CSAC Centro Studi e Archivio della Comunicazione, Università degli Studi di Parma
- Palazzo Alberti Poja, (in collaborazione con il Mart e il Comune di Rovereto) (2018)[5]

## Fausto Melotti nei musei
- Fondazione Biscozzi Rimbaud, Lecce
- MAGI '900, Pieve di Cento (BO)
- Tema e Variazioni II, Fattoria di Celle- Collezione Gori , Santomato (PT)
- Collezione Roberto Casamonti, Firenze[6]

## Opere letterarie
- Linee, Piccola Biblioteca Adelphi, 117, 1981, 2ª ediz., pp. 77, isbn: 9788845930669

## Riconoscimenti
Nel 1978, l'Accademia dei Lincei gli ha conferito un Premio Feltrinelli per le Arti.